# Ерленд Лу
Ерленд Лу (норв. Erlend Loe; рођен у Трондхајму, 24. маја 1969. године) је норвешки писац.
Правио је кратке филмове и музичке спотове, радио је у позоришту, на психијатријској клиници, као књижевни критичар, учитељ и преводилац поезије. Као писац, дебитовао је 1993. године са романом „Прохујало са женом“, а годину дана касније је објавио дечју књигу „Фискен“ о возачу камиона по имену Курт. Лу има посебан стил писања који је често окарактерисан као наиван. Често користи иронију, претеривање и хумор.
Поред горепоменутог, објавио је романе „Наиван. Супер.“ (1996) који је преведен на тринаест језика и за који је 2006. добио Европску награду младих читалаца, затим „Л“ (1999) за који је добио Награду књижара, „Чињенице у Финској“ (2001), „Доплер“ (2004), „Волво камиони“ (2005), „Организатор“ (2006) као и још бројне књиге за децу, али и сценарио за филм „Детектор“ из 2000. године.
За кратко време је постао култни норвешки писац, а књиге су му преведене на двадесет језика, између осталих београдска издавачка кућа „Геопоетика“ објавила је преводе на српски Луових романа „Доплер“, „Волво Камиони“, „Наиван. Супер.“ и „Мирни дани у Миксинг Парту“.
Поред већ поменутих награда, добио је 1996. године Награду Министарства културе за дечју сликовницу „Велики црвени пас“ и Награду критике за дечју књигу „Kurt quo vadis?“ („Куда идеш, Курте?“) 1998. године.